# Ron Cribb
Ronald Te Huia Cribb, detto Ron (Wanganui, 7 luglio 1976), è un ex rugbista a 15 neozelandese, già terza linea centro di Crusaders e Blues e 15 volte internazionale con gli All Blacks.

## Palmarès
- Super 12: 3
Crusaders: 1999, 2000
Blues: 2003